# Марксбург
Марксбург е замък в близост до град Браубах, Германия. Това е единственият средновековен замък на Среден Рейн, който никога не е бил унищожаван. Замъкът е включен в списъка на ЮНЕСКО за световно наследство.
Замъкът е построен с основната цел да предпазва града Браубах. Построен е приблизително през 1117, а за него се споменава за пръв път през 1231. През 1283 граф Еберхард от Катценелнбоген го купува и през 14 и 15 век наследниците на Еберхард многократно препострояват и реконструират замъка.